# Jacoby Shaddix
Jacoby Dakota Shaddix (Mariposa, 28 luglio 1976) è un cantante statunitense, fondatore e leader del gruppo alternative metal Papa Roach.

## Biografia
Ha frequentato la Vacaville High School e ha ottenuto una laurea in psicologia; durante il periodo del liceo Jacoby ha suonato il clarinetto nella banda e faceva parte della squadra di football americano della scuola. Proprio sul campo di gioco Jacoby ha conosciuto Dave Buckner, amico con il quale ha fondato i Papa Roach.
Nel luglio 2012, dopo 10 anni di problemi con l'alcool e la droga, il cantante ha tentato il suicidio presso un hotel di Sausalito, accantonando l'idea in seguito a un pensiero legato a una telefonata con la famiglia. A seguito di tale avvenimento ha composto il brano Before I Die, tratto dall'album The Connection.

## Carriera
Shaddix fondò i Papa Roach nel 1993, con i compagni di scuola Dave Buckner (batteria), Will James (basso) e Ben Luther (chitarra). La formazione subì in pochi anni alcuni cambi, Luther fu infatti sostituito da Jerry Horton, e nel 1996 James abbandonò il gruppo, rimpiazzato da Tobin Esperance. Nel 2007 il batterista originale fu sostituito da Tony Palermo, lasciando Shaddix come unico membro stabile. Il nome Papa Roach deriva dalla commissione ironica del soprannome del nonno materno —Herbert Fischer "Papa"— e di quello del nonno paterno — John “Grandpa” Roatch, entrambi musicisti.
Le prime pubblicazioni del gruppo furono l'EP Potatoes for Christmas, uscito nel 1994, e il primo album in studio Old Friends from Young Years nel 1997. Dopo la firma con l'etichetta discografica Dreamworks Records, pubblicarono nel 2000 l'album d'esordio ufficiale Infest, seguito nel 2002 da Lovehatetragedy.
Shaddix, che in molte tracce dei primi lavori si era affidato al rapping, lo abbandonò quasi completamente nel 2004, nell'album in studio Getting Away with Murder. In un'intervista dell'epoca, il cantante dichiarò di non essere più attratto dalle reminiscenze hip hop dei primi anni di carriera, e di voler essere considerato "un cantante rock a tutti gli effetti", riconfermando il suo nuovo approccio musicale in un'altra intervista nel 2009. Con la pubblicazione dell'album The Connection nel 2012, Shaddix ha preferito comunque riproporre in forma aggiornata il discorso musicale dei primi album, rappando in alcune tracce, così come in Crooked Teeth pubblicato nel 2017 e nei dischi successivi.
In un'altra intervista concessa nel 2021, il cantante ha ammesso di «essere stato probabilmente uno dei precursori del genere nu metal, e nello stesso tempo di aver proseguito la carriera sapendosi dividere tra canzoni rock più tradizionali ed altre riconducibili allo stile dei primi lavori».

## Vita privata
Shaddix è sposato dal 1997 con l'ex compagna di liceo Kelly, da cui ha avuto tre figli: Makaile (24 marzo 2002), Jagger (13 settembre 2004) e Brixton (17 settembre 2013). La famiglia del cantante vive a Sacramento. Shaddix ha anche due fratelli, Bryson e Trevor.

## Discografia

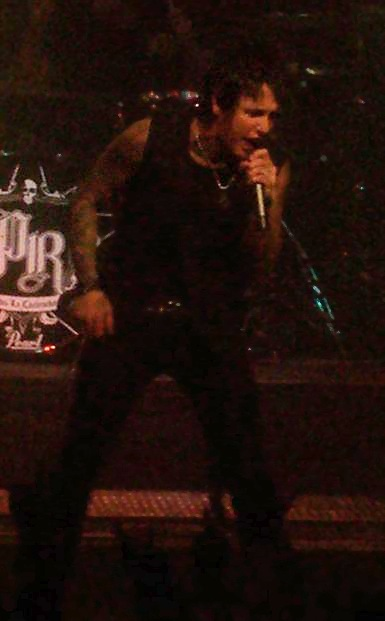
Jacoby Shaddix in concerto con i Papa Roach nel 2009

### Con i Papa Roach
- 1997 – Old Friends from Young Years
- 2000 – Infest
- 2002 – Lovehatetragedy
- 2004 – Getting Away with Murder
- 2006 – The Paramour Sessions
- 2009 – Metamorphosis
- 2010 – Time for Annihilation...On the Record and On the Road
- 2012 – The Connection
- 2015 – F.E.A.R.
- 2017 – Crooked Teeth
- 2019 – Who Do You Trust?
- 2022 – Ego Trip

### Collaborazioni
- 2003 – con i The Black Eyed Peas in Anxiety, nell'album Elephunk
- 2003 – con i Die Trying in Conquer the World, nell'album Die Trying
- 2003 – con i Reach 454 in Come Apart, nell'album Reach 454
- 2003 – con i N.E.R.D in Don't Look Back, nella colonna sonora del film Biker Boyz
- 2005 – con artisti vari in Forever in Our Hearts
- 2006 – con gli X Clan in America, nell'album Return from Mecca
- 2006 – con i Fight of Your Life in Phoenix and the Fall, nell'EP The Phoenix EP
- 2010 – con Carlos Santana in Smoke on the Water, nell'album Re-Machined: A Tribute to Deep Purple's Machine Head
- 2011 – con gli Skindred in Warning, nell'album Union Black
- 2015 – con i Coldrain in Runaway, nell'album Vena
- 2016 – con i Memphis May Fire in This Light I Hold, nell'album This Light I Hold
- 2018 – con i Within Temptation in The Reckoning, nell'album Resist
- 2019 – con i The Hu in Wolf Totem